# 真鍋邦夫
真鍋 邦夫（まなべ くにお、1953年12月30日 - ）は、日本の実業家。佐川急便社長（2002年6月〜2005年5月）。

## 来歴・人物
石川県出身。1976年 日本大学経済学部経済学科卒業後、婦人・子供服の小売りチェーン、医薬品卸などを経て、81年北陸佐川急便にセールスドライバーとして入社。
- 1992年5月、北陸支社長、同年6月 取締役、同年9月 専務。
- 1993年、京都支社長兼北陸支社長。
- 1996年、専務取締役兼京都支社長兼佐川コンピューターシステム代表取締役社長。
- 1998年、代表取締役専務兼東京支社長。

佐川急便創業者の佐川清会長と当時の栗和田榮一社長との間に経営方針を巡る対立が生じたときは、一貫して栗和田を支持。
2000年6月の取締役会において、佐川会長の意向を受けた当時の副社長により栗和田社長が解任されるという騒動が起きた際も栗和田社長の側につき、同取締役会における佐川光取締役の社長就任を阻止。栗和田社長の再任に尽力した。
2000年6月、副社長に昇進。
2002年6月、創業家出身の栗和田社長の後を受け、初の創業家以外の代表取締役社長兼CEOに就任した。
2005年5月、同社が掲げた中期経営計画の目標が初年度未達成だった責任を明確にするためとの理由で自ら辞任を表明。
後任は栗和田会長が社長職を兼務することとなった。
社長辞任と同時に同社も退職。現在はコンサルティング・ライセンス管理を行う株式会社KMK設立し、同社取締役に就任。